# Mali Iž
Mali Iž je manjše naselje na jugovzhodni obali otoka Iža, Hrvaška

## Geografija
Mali Iž sestavljavo trije zaselki: Mućel, Makovac in Porovac, ki ležijo vsak na svojem griču. V vznožju gričev sta dva manjša ribiška pristanišča, ki ležita v zalivih Komaševo in Knež.
Pristan Knež leži v dnu majhnega zalivčka okoli katerega je nekaj hiš. Pred vstopom v zalivček je okoli 20 m dolg pomol pri katerem je globina morja do 3 m.
Pristan v naselju Mali Iž prav tako leži vdnu manjšega zalivčka, v katerem so 4 majhni pomoli. Vhod v zaliv varuje okoli 55 m dolg kolenast valobran na katerem lahko pristajajo trajekti. Na koncu valobrana stoji svetilnik, ki oddaja svetlobni signal: R Bl 3s. Nazivni domet svetilnika je 4 milje. Izza valobrana je splavna drča

## Zgodovina
Na griču nad Malim Ižem stoji predromanska cerkvica iz 11. stol., zgrajena v krožni tlorisni obliki s polkrožno apsido, ki pa ji je bila v 17. stol. prizidana pravokotna ladja,medtem pa so staro cerkvico preuredili v zakristijo. Nedaleč stran pa stoji utrjen dvorec.

## Demografija
| Pregled števila prebivalcev po letih | Pregled števila prebivalcev po letih | Pregled števila prebivalcev po letih | Pregled števila prebivalcev po letih | Pregled števila prebivalcev po letih | Pregled števila prebivalcev po letih | Pregled števila prebivalcev po letih | Pregled števila prebivalcev po letih | Pregled števila prebivalcev po letih | Pregled števila prebivalcev po letih | Pregled števila prebivalcev po letih | Pregled števila prebivalcev po letih | Pregled števila prebivalcev po letih | Pregled števila prebivalcev po letih | Pregled števila prebivalcev po letih |
| ------------------------------------ | ------------------------------------ | ------------------------------------ | ------------------------------------ | ------------------------------------ | ------------------------------------ | ------------------------------------ | ------------------------------------ | ------------------------------------ | ------------------------------------ | ------------------------------------ | ------------------------------------ | ------------------------------------ | ------------------------------------ | ------------------------------------ |
| 1857                                 | 1869                                 | 1880                                 | 1890                                 | 1900                                 | 1910                                 | 1921                                 | 1931                                 | 1948                                 | 1953                                 | 1961                                 | 1971                                 | 1981                                 | 1991                                 | 2001                                 |
| 404                                  | 488                                  | 607                                  | 702                                  | 811                                  | 971                                  | 1006                                 | 1079                                 | 861                                  | 810                                  | 617                                  | 454                                  | 212                                  | 189                                  | 147                                  |